# 사회 지능
사회 지능(社會知能, social intelligence)은 자신과 다른 사람의 행동을 이해하는 능력이다. 사회 지능은 사람들과의 경험과 사회 환경에서의 성공과 실패로부터 배우는 것을 통해 학습되고 발달한다. 이는 개인이 삶의 모든 측면에서 성공하는 데 도움이 되는 중요한 대인 관계 기술이다.

## 정의
사회 지능의 원래 정의(1920년 에드워드 손다이크)는 "남녀와 소년소녀를 이해하고 관리하고, 인간 관계에서 현명하게 행동하는 능력"이다. 따라서 그것은 하워드 가드너의 다중 지능 이론에서 확인된 지능 유형 중 하나인 대인관계 지능과 동일하며, 마음의 이론과 밀접한 관련이 있다.
사회 과학자 로스 허니윌은 사회 지능이 자기 및 사회적 인식, 진화된 사회적 신념과 태도, 복잡한 사회 변화를 관리할 수 있는 능력과 욕구를 종합적으로 측정한 것이라고 가정한다. 신경심리학자 니콜라스 험프리는 사회 지능이 인간으로서 우리가 누구인지 정의한다고 믿는다.
낸시 캔터와 존 F. 킬스트롬이 1987년에 만든 새로운 정의는 "개인이 사회 세계에 대해 가진 지식의 총합"이다. 2006년 엘레니 안드레우는 사회 지능을 "사회적 기술과 역량"과 유사하다고 설명했다.
사회 지능과 대인관계 지능은 이전에는 밀접한 관련이 있다고 여겨졌지만, 주제는 두 가지 별개의 연구 분야로 갈라졌다.
다른 저자들은 정의를 사회적 상황에 대한 지식, 아마도 사회 인지(또는 사회 심리학적 광고 및 마케팅 전략과 전술의 추세와 관련하여 사회적 마케팅 지능)로 더 적절하게 불리는 것에 국한했다. 숀 폴레노에 따르면, 사회 지능은 개인의 환경을 최적으로 이해하고 사회적으로 성공적인 행동을 위해 적절하게 반응하는 역량이다.
이러한 여러 정의는 사회 지능의 운영적 정의에 대한 합의가 부족함을 보인다.
심리학에서 사회 지능은 사회적 인식과 사회적 편의라는 두 가지 핵심 구성 요소를 중심으로 하는 인간 지능의 중요한 하위 집합이다.
사회적 인지는 다른 사람의 감정과 관점을 이해하고 공감하는 능력을 말하며, 사회적 시설은 사회적 상황에서 효과적으로 행동하는 능력과 관련이 있다.

## 가설
사회 지능 가설은 사회 지능(즉, 정치, 연애, 가족 관계, 다툼, 협력, 호혜성, 이타주의와 같은 복잡한 사회화)이
1. 인간의 뇌 또는 "경영자 뇌"의 크기를 개발하는 데 원동력이 되었으며
2. 오늘날 복잡한 사회적 상황에서 그 큰 뇌를 쓸 수 있는 능력을 제공한다고 말한다.[9]

이 가설은 함께 사는 것에 대한 요구가 지능에 대한 우리의 필요성을 촉진하고, 사회 지능은 매우 복잡한 사회적 상황을 다루고, 사회 집단에서 권력을 얻고 유지하기 위한 진화적 적응이라고 주장한다.
고고학자 스티브 미센은 사회 지능 가설을 맥락화하는 두 가지 주요 인간 뇌 성장 진화 기간이 있다고 믿는다. 첫 번째는 약 200만 년 전으로, 뇌의 크기가 두 배 이상 커졌다. 미센은 이러한 성장이 사람들이 더 크고 복잡한 집단에서 살았고, 더 많은 사람과 관계를 추적해야 했기 때문이라고 믿는다. 이러한 변화에는 더 큰 정신적 능력과 그에 따라 더 큰 뇌 크기가 필요했다.
인간 뇌 크기의 두 번째 주요 성장 기간은 60만 년에서 20만 년 전 사이에 발생했는데, 그때 뇌가 현대 크기에 도달했다. 이러한 성장은 아직 완전히 설명되지 않았지만, 미센은 그것이 언어의 진화와 관련이 있다고 믿는다. 언어는 우리가 수행하는 가장 복잡한 인지적 과제일 수 있다. 언어는 사회 관계를 중재하는 데 쓰이기 때문에 사회 지능과 관련이 있다.
사회 지능은 뇌 성장에 중요한 요인이었다. 사회적 복잡성과 인지적 복잡성은 함께 진화한다.

## 측정
사회 지능 지수(SQ)는 평균 100인 IQ 검사에서 쓰이는 '표준 점수' 접근 방식과 유사한 통계적 관념이다. 140점 이상은 매우 높은 것으로 간주된다. 표준 IQ 검사와 달리 고정된 모형이 아니다. 지능은 고정된 속성이 아니라 개인과 환경 간의 적응적 평형을 기반으로 하는 복잡한 정보 처리 기술의 계층 구조라는 장 피아제의 이론에 더 가깝다. 따라서 개인은 사회적 환경에 대응하여 태도와 행동을 바꿔 SQ를 바꿀 수 있다.
일부 자기 보고형 사회 지능 측정이 있다. 관리하기 쉽지만, 그 결과 나오는 사회 지능 측정은 사회적 자기효능감(즉, 사회적 정보를 처리하는 능력에 대한 자신감) 측면에서 해석하는 것이 더 나을 수 있다.
SQ 점수가 낮은 사람들은 고객 및 동료와 소통하는 데 필요한 기술이 없을 수 있으므로 최소한의 고객 상호 작용, 소규모 집단 또는 독립적인 작업에서 가장 성공적이다. SQ가 120을 넘는 사람들은 사회적으로 숙련된 것으로 간주되며 다른 사람과 직접 접촉하고 소통하는 직업에서 매우 잘 일할 수 있다.
조지 워싱턴 대학교 사회 지능 검사는 사회 지능을 평가하는 데 쓸 수 있는 유일한 능력 측정 중 하나이다. 조지 워싱턴 대학교의 심리학자인 델마 헌트 박사가 1928년 6월에 만들었다. 원래는 사람과 사회적 관계를 다루는 사람의 능력을 측정하는 것으로 제안되었다. 이 검사는 인간 행동 관찰, 사회적 상황 판단, 이름 및 얼굴 기억, 얼굴 표정을 통한 마음의 이론과 같은 사회적 능력을 평가한다.  조지 워싱턴 대학 사회 지능 검사 개정 제2판은 다음 항목으로 구성되어 있다:
- 인간 행동 관찰
- 화자의 정신 상태 인식
- 이름과 얼굴 기억
- 사회적 상황에서의 판단
- 유머 감각

## 같이 보기
- 감정적 문해
- 계급 의식
- 공유된 의도성
- 대인 기술
- 사회 기술
- 사회 양심
- 사회 의식
- 상태 의식
- 생활 기술
- 시민 지능
- 연기능
- 의식 고양
- 자의식
- 지능 지수
- 집단 의식
- 집단 지성